# Tweaker
Tweaker es una plataforma de automatización de compilación de desarrollo de software de código abierto, ampliable a consolidar la creación, gestión y ejecución de secuencias de comandos y utilidades personalizadas en una única ubicación, combinar los idiomas (mediante secuencias de comandos o compilado) para realizar tareas, permiten usuario común los diálogos de la interacción de todos los idiomas y que las tareas a ejecutar de forma remota.
Esta herramienta fue creada independientemente luego utilizada inicialmente por un subconjunto de ingenieros y desarrolladores de software del Proyecto de la OTAN Air Command and Control System, un sistema de varios idiomas (lenguajes) de programación, distribuido, en tiempo real.

## Aplicación
Escrito en Java, Tweaker es una aplicación de escritorio independiente que incluye escritorio remoto opcional y capacidades de cliente web. Estos clientes se desarrollan con Java RMI y el Google Web Toolkit, respectivamente.

## Idiomas soportados de tarea
Por defecto, se pueden crear y ejecutar tareas escritas en Ant, bash archivo por lotes, C, Erlang, Java, SQL y VBScript; puede soportar más idiomas a través de extensiones de terceros.